# Y-хромосомний Адам

Філогенетичне дерево Y-хромосомних гаплогруп людей

Y-хромосомний Адам — найближчий загальний предок всіх нині живучих людей по чоловічій лінії. Поняття використовується в археогенетиці.
Y-хромосома людини є статевою хромосомою, що передається виключно від батька до сина, і від Y-хромосоми «Адама» мають походити Y-хромосоми всіх сьогоднішніх чоловіків. Сучасники Y-хромосомного Адама і чоловіки, що існували до нього, мали іншу Y-хромосому, проте їхній рід по чоловічій лінії з часом був обірваний, і таким чином, нащадки Y-хромосомного Адама по чоловічій лінії з часом витіснили з популяції людей інші Y-хромосомні гаплогрупи.
До 2013 р. вважалося, що Y-хромосомний Адам жив між 142 000 і 60 000 років тому.
Але 2013 р. журнал New Scientist з посиланням на дослідження, опубліковане в American Journal of Human Genetics, повідомив, що Y-хромосомний Адам жив значно раніше. Одна з родичок померлого в Південній Кароліні афроамериканця Альберта Перрі передала зразки його тканин в компанію Family Tree DNA для генеалогічних досліджень. Y-хромосома Перрі виявилася унікальною: для неї не знайшлося ні предків, ні нащадків. Майкл Хаммер з Університету Аризони дізнався про цей випадок і розпочав пошуки по всіх відомих базах даних. Йому і його колегам вдалося встановити, що подібні хромосоми були виявлені у 11 чоловіків, що живуть в одному селі в Камеруні. Ці Y-хромосоми «розлучилися» з рештою людства приблизно між 237 000 і 581 000 років тому. При цьому найдавніші відомі останки людини сучасного виду належать до значно пізнішої епохи — 195 тисяч років тому. Це може означати, що на зорі своєї історії люди сучасного виду схрещувалися з іншою популяцією людей, яка потім повністю зникла.